# 유니터리 작용소
함수해석학에서 유니터리 작용소(unitary作用素, 영어: unitary operator)는 힐베르트 공간의 자기동형사상이다. 즉, 내적을 보존시키는 전단사 선형 변환이다.

## 정의
힐베르트 공간 {\displaystyle ({\mathcal {H}},\langle \cdot |\cdot \rangle )} 위의 유계 작용소 {\displaystyle U\colon {\mathcal {H}}\to {\mathcal {H}}}에 대하여, 다음 조건들은 서로 동치이며, 이를 만족시키는 유계 작용소를 유니터리 작용소라고 한다.
- {\displaystyle U^{\dagger }U=UU^{\dagger }=I} ({\displaystyle U^{\dagger }}는 {\displaystyle U}의 에르미트 수반)
- {\displaystyle U}는 전사 함수이며, 모든 {\displaystyle u,v\in {\mathcal {H}}}에 대하여 {\displaystyle \langle Uu|Uv\rangle =\langle u|v\rangle }이다.
- {\displaystyle U}의 상은 {\displaystyle {\mathcal {H}}}의 조밀 집합이며, 모든 {\displaystyle u,v\in {\mathcal {H}}}에 대하여 {\displaystyle \langle Uu|Uv\rangle =\langle u|v\rangle }이다.

만약 마지막 조건에서 상에 대한 조건을 생략할 경우, {\displaystyle U}는 등거리 변환이라고 한다. 이는 유니터리 작용소보다 더 약한 개념이다. 등거리사상은 {\displaystyle U^{\dagger }U=I}를 만족시키지만, {\displaystyle UU^{\dagger }=I}는 만족시키지 않을 수 있다.

## 예
항등 함수 {\displaystyle v\mapsto v}는 항상 유니터리 작용소이다.
유한 차원 실수 힐베르트 공간의 경우, 유니터리 작용소는 직교행렬이다. 유한 차원 복소 힐베르트 공간의 경우, 유니터리 작용소는 유니터리 행렬이다.
힐베르트 공간 {\displaystyle {\mathcal {H}}}의 기저 {\displaystyle {\mathcal {B}}\subset {\mathcal {H}}} 위의 대칭군 {\displaystyle \operatorname {Sym} ({\mathcal {B}})}의 원소 {\displaystyle \sigma \in \operatorname {Sym} ({\mathcal {B}})}로부터 유도되는 선형변환
{\displaystyle \sum _{b\in {\mathcal {B}}}v_{b}b\mapsto \sum _{b\in {\mathcal {B}}}v_{b}\sigma (b)}
은 유니터리 작용소이다. 대신, {\displaystyle \sigma \colon {\mathcal {B}}\to {\mathcal {B}}}가 단사 함수이지만 전사 함수가 아니라면, 이는 등거리 변환이지만 유니터리 작용소가 아니다.
유클리드 공간 위의 복소수 L2 공간 {\displaystyle L^{2}(\mathbb {R} ^{n};\mathbb {C} )} 위의 푸리에 변환 연산자
{\displaystyle {\mathcal {F}}\colon L^{2}(\mathbb {R} ^{n};\mathbb {C} )\to L^{2}(\mathbb {R} ^{n};\mathbb {C} )}
는 유니터리 작용소이다.

## 참고 문헌
- Teschl, Gerald (2009). 《Mathematical methods in quantum mechanics with applications to Schrödinger operators》. Graduate Studies in Mathematics (영어) 99. American Mathematical Society. ISBN 978-0-8218-4660-5. MR 2499016. Zbl 1166.81004.